# Mikael Pernfors
Mikael Pernfors (ur. 16 lipca 1963 w Malmö) – szwedzki tenisista, reprezentant w Pucharze Davisa.

## Kariera tenisowa
Praworęczny Szwed, z bekhendem granym oburącz, opierał swoją grę na topspinowych zagraniach z głębi kortu. Korzystał także z zagrań kombinacyjnych, skrótów i lobów.
Przed rozpoczęciem kariery zawodowej łączył grę w tenisa ze studiami na University of Georgia. Przez dwa lata z rzędu zdobywał tytuł akademickiego mistrza USA w tenisie (1984, 1985), jako pierwszy zawodnik od czasu Dennisa Ralstona, który osiągnął to w latach 60. XX w.
W 1985 roku Pernfors rozpoczął karierę zawodową, a zakończył ją w 1996 roku. Przełom w jego karierze nastąpił w 1986 roku, kiedy najpierw awansował do czołowej setki rankingu, a w czerwcu dotarł do finału French Open 1986. W drodze do finału odniósł kilka zwycięstw nad wyżej notowanymi rywalami, m.in. Stefanem Edbergiem, Martínem Jaite, Borisem Beckerem, Henrim Leconte. W finale przegrał 3:6, 2:6, 4:6 z ówczesnym liderem rankingu światowego Ivanem Lendlem. We wrześniu 1986 roku awansował na najwyższe miejsce w rankingu w swojej karierze, na 10. pozycję.
Pierwsze turniejowe zwycięstwo rangi ATP World Tour Pernfors wywalczył w 1988 roku, kiedy udało mu się wygrać imprezy w Los Angeles (w finale z Andre Agassim) i Scottsdale. Był również w tym samym sezonie finalistą turnieju w Memphis.
W dalszych miesiącach zmagał się z kontuzjami i na początku lat 90. XX w. był praktycznie nieobecny na światowych kortach. W lipcu 1993 roku odniósł swoje trzecie zwycięstwo w cyklu ATP World Tour, w Montrealu. W turnieju kanadyjskim pokonał m.in. wicelidera rankingu światowego Jima Couriera i w finale Todda Martina; w meczu finałowym Martin nie wykorzystał prowadzenia 5:2 w decydującym secie i ostatecznie Pernfors wygrał 2:6, 6:2, 7:5.
Jako deblista Pernfors wygrał jeden turniej, był w dalszych dwóch finałach. W lipcu 1988 roku figurował na pozycji nr 32. w rankingu deblistów.
Pernfors przeszedł do historii tenisa nie tylko dzięki swoim wynikom, ale także jako pierwszy "zwycięzca" meczu po dyskwalifikacji rywala na podstawie przepisów wprowadzonych w 1990 roku. Do tego wydarzenia doszło w IV rundzie Australian Open 1990. Rywal Pernforsa, John McEnroe, otrzymał dwa ostrzeżenia, najpierw za pogrożenie sędzinie liniowej, następnie za złamanie rakiety. Wcześniejsze regulacje pozwalały na trzy takie ostrzeżenia, dopiero czwarte kończyło się dyskwalifikacją; po zmianie przepisów wykluczenie następowało już przy trzecim ostrzeżeniu. McEnroe mimo dwóch kar wdał się w kolejną sprzeczkę z sędzią głównym, w efekcie czego doszło do dyskwalifikacji Amerykanina. Dzięki temu Pernfors awansował do ćwierćfinału, w którym nie sprostał jednak Yannickowi Noahowi.
W latach 1986–1989 Pernfors reprezentował Szwecję w Pucharze Davisa, wyłącznie jako singlista. Pernforsowi przysługuje tytuł zdobywcy Pucharu Davisa – wystąpił bowiem w I rundzie edycji z 1987 roku. W finale Szwedzi pokonali Indie. Ostatni występ w zespole narodowym Pernfors zanotował w 1989 roku.

### Finały w turniejach ATP World Tour
| Legenda                                      |
| -------------------------------------------- |
| Wielki Szlem                                 |
| Igrzyska olimpijskie                         |
| Tennis Masters Cup / ATP Finals              |
| ATP Masters Series / ATP Tour Masters 1000   |
| ATP International Series Gold / ATP Tour 500 |
| ATP International Series / ATP Tour 250      |

#### Gra pojedyncza (3–2)
| Końcowy wynik | Nr | Data                | Turniej            | Nawierzchnia  | Przeciwnik        | Wynik finału  |
| ------------- | -- | ------------------- | ------------------ | ------------- | ----------------- | ------------- |
| Finalista     | 1. | 8 czerwca 1986      | French Open, Paryż | Ceglana       | Ivan Lendl        | 3:6, 2:6, 4:6 |
| Finalista     | 2. | 21 lutego 1988      | Memphis            | Twarda (hala) | Andre Agassi      | 4:6, 4:6, 5:7 |
| Zwycięzca     | 1. | 25 września 1988    | Los Angeles        | Twarda        | Andre Agassi      | 6:2, 7:5      |
| Zwycięzca     | 2. | 9 października 1988 | Scottsdale         | Twarda        | Glenn Layendecker | 6:2, 6:4      |
| Zwycięzca     | 3. | 1 sierpnia 1993     | Montreal           | Twarda        | Todd Martin       | 2:6, 6:2, 7:5 |

#### Gra podwójna (1–2)
| Końcowy wynik | Nr | Data           | Turniej    | Nawierzchnia  | Partner           | Przeciwnicy                | Wynik finału  |
| ------------- | -- | -------------- | ---------- | ------------- | ----------------- | -------------------------- | ------------- |
| Finalista     | 1. | 19 lipca 1987  | Stuttgart  | Ceglana       | Magnus Tideman    | Rick Leach Tim Pawsat      | 3:6, 4:6      |
| Finalista     | 2. | 21 lutego 1988 | Memphis    | Twarda (hala) | Peter Lundgren    | Kevin Curren David Pate    | 2:6, 2:6      |
| Zwycięzca     | 1. | 14 maja 1989   | Charleston | Ceglana       | Tobias Svantesson | Agustín Moreno Jaime Yzaga | 6:4, 4:6, 7:5 |